# 富田林郵便局
富田林郵便局（とんだばやしゆうびんきょく）は大阪府富田林市にある郵便局。民営化以前の分類では集配普通郵便局であった。

## 概要
住所：〒584-8799 大阪府富田林市甲田1-3-16

## 沿革
- 1872年2月3日（明治4年12月25日） - 富田林郵便取扱所として開設[1]。
- 1875年（明治8年）1月1日 - 富田林郵便局（五等）となる。
- 1885年（明治18年）5月1日 - 為替・貯金取扱を開始。
- 1894年（明治27年）3月1日 - 富田林郵便電信局となる。
- 1903年（明治36年）4月1日 - 通信官署官制の施行に伴い富田林郵便局となる。
- 1949年（昭和24年）3月1日 - 特定郵便局から普通郵便局に局種別改定[2]。
- 1954年（昭和29年）9月 - 局舎新築落成。
- 1955年（昭和30年）5月16日 - 電話通話事務の取扱を開始。
- 1956年（昭和31年）10月5日 - 和文電報受付事務の取扱を開始。
- 1975年（昭和50年）6月9日 - 富田林市本町18-30から同市甲田930-1に移転。
- 1998年（平成10年）9月1日 - 外国通貨の両替および旅行小切手の売買に関する業務取扱を開始。
- 2007年（平成19年）10月1日 - 民営化に伴い、併設された郵便事業富田林支店に一部業務を移管。
- 2012年（平成24年）10月1日 - 日本郵便株式会社発足に伴い、郵便事業富田林支店を富田林郵便局に統合。
- 2022年（令和4年）4月1日 - かんぽサービス部設置

## 取扱内容
- 郵便、印紙、ゆうパック、内容証明
- 貯金、為替、振替、振込、国際送金、外貨両替・トラベラーズチェック、国債、投資信託
- 生命保険、バイク自賠責保険、自動車保険、変額年金保険
- ゆうちょ銀行ATM
- 「584-00xx」区域（富田林市の全域）の集配業務
- ゆうゆう窓口

## 周辺
- 富田林市役所
- 富田林警察署
- 富田林市消防本部・富田林市消防署
- 大阪府立富田林中学校・高等学校
- 大阪府立河南高等学校
- 富田林市立富田林小学校
- 石川
- 国道170号

## アクセス
- 近鉄長野線 富田林西口駅から南へ200m（徒歩約7分）
- 金剛バス 富田林西口停留所、もしくは富田林レインボーバス 市役所・警察署前停留所下車
- 南阪奈道路 羽曳野ICから南へ約4km
- 駐車場あり：13台